# Sardhana
Sardhana fou un estat tributari protegit de l'Índia a Uttar Pradesh, no gaire lluny de Meerut i a 85 km al nord de Delhi. La capital era Sardhana (ciutat). La tradició local diu que Sardhana fou fundada per Raja Sarkat abans de la conquesta musulmana.
Walter Reinhardt, conegut com a Samru o Sombre, botxí de professió, natiu de Luxemburg o d'algun altre lloc d'Europa occidental, va anar a l'Índia com a soldat de l'exèrcit francès i va desertar agafant el servei dels britànics on va arribar a sergent. Altre cop va desertar i va tornar al servei dels francesos a Chandernagor; quan aquest establiment es va rendir va acompanyar a Law en els seus moviments per l'Índia del 1757 al 1760; en aquest any Law es va posar al servei de Shah Alam a Bengala i va restar amb l'emperador fins a la seva derrota a Gaya (1760) a mans del coronel Carnac, quan tractava de recuperar Bengala de mans del nawab. Reinhardt va entrar llavors al servei de Mir Kasim, que el va utilitzar per matar als presoners anglesos a Patna l'octubre de 1763. Poc després es va haver d'escapar cap a Oudh i va entrar al servei de diversos prínceps natius fins que el 1777 va entrar al servei de Mirza Najf Khan, general i ministre de Shah Alam II i va rebre la pargana de Sardhana en feu com assignació pel manteniment dels seus batallons.
Va morir aquí l'any següent (1778) i el va succeir la seva vídua Begam Samru, que va continuar mantenint activa la força militar. Begum Sumru era filla il·legítima d'un musulmà d'ascendència àrab, i s'havia aparellat amb Reinhardt abans d'esdevenir la seva esposa. Va agafar la direcció de l'estat i la direcció de les tropes formades per 5 batallons de sipais i 300 oficials europeus incloent artillers, a més de 50 canons i un cos irregular de cavalleria. El 1781 va ser batejada com a catòlica amb el nom de Joana. El 1788 va ajudar a l'emperador mogol en la batalla de Gokalgarh on amb una càrrega de les forces de Sardhana dirigides per la begum i per l'aventurer irlandès George Thomas, va decidir el resultat del combat.
El 1792 la begum es va casar amb Levassoult, un francès que manava l'artilleria de Sardhana. El 1795 els seus oficials europeus li van retirar el suport i un fill il·legítim de Reinhardt, de nom Zafaryab Khan, es va posar al seu front, i la begum i el seu marit van haver de fugir; en la fugida el palanquí en què anava fou atrapat pels perseguidors i es va clavar un punyal per evitar caure en mans dels enemics; Levassoult es va disparar a si mateix d'acord amb el pacte que havien fet que si un moria l'altre es suïcidaria. Però la begum només estava ferida i es va recuperar i fou portada a Sardhana; una versió diu que tot fou una maniobra de la begum que estava cansada del seu marit.
El poder mentre havia passat a Zafaryab Khan, que la va tractar amb gran indignitat però al cap d'uns mesos el general George Thomas, que ja havia estat al seu servei, la va restaurar al poder. Llavors va conservar el principat de Sardhana sense problemes. El 1803 es va sotmetre als britànics que havien conquerit el Doab Superior, i en endavant es va distingir per la seva lleialtat; les seves possessions abraçaven Sardhana, Baraut, Barnawa, i Dankaur, entre altres i els ingressos de l'estat eren de 56.721 lliures per any. Va mantenir un exèrcit considerable i va tenir residències personals a Khirwa, Jalalpur, Meerut i Delhi, a més del seu palau a Sardhana. Va donar grans quantitats a les esglésies catòliques de Madras, Calcuta, Agra i Bombai, a la catedral de Sardhana (fundada el 1822) i altres institucions catòliques del principat. Va morir el 1836 amb 90 anys.
La successió corresponia a la descendència de Zafaryab Khan, que havia mort el 1802, deixant una filla, casada amb Dye, un oficial britànic. D'aquest enllaç va néixer David Ouchterlony Dyce Sombre, que va ser sobirà de Sardhana fins a la seva mort a París el juliol de 1851; llavors l'estat va passar a la seva vídua Mary Anne Forester, filla del vescomte de St. Vincent.